# كنزى (اسم)
كنزى هو اسم علم مؤنث من اصل فارسي وهو يعني أميرة أو الزهرة الجميلة وهو كان اسم الملكات والأميرات في القديم وهو المال المدفون تحت الأرض كما يقال أن اصل الاسم اعجمي وهو الكنز الخاص.

## دلالته في القرآن الكريم
كَنزى بفتح الكاف هو اسم بنت باللغة العربية مشتق من كلمة كنز والياء للملكية مما يعنى الكنز الخاص بى ومشتق مما ذكر في سورة الكهف الآية 82 قال تعالى «وأما الجدار فكان لغلامين يتيمين في المدينة وكان تحته كنز لهما وكان أبوهما صالحا فأراد ربك أن يبلغا أشدهما ويستخرجا كنزهما رحمة من ربك وما فعلته عن أمرى ذلك تأويل ما لم تسطع عليه صبرا». أما كِنزي بكسر الكاف هو أسم أصله فارسي قديم بمعنى أميرة أو الزهرة الجميلة وقد كان أسم الملكات والأميرات قديماً.

## مشاهير حاملة الاسم
كنزى رماح: وهي طفلة موهوبة في التمثيل حيث مثلت أمام الفنان عمرو سعد في مسلسل ”وضع امني”
كنزى عمرو دياب: وهي ابنة الفنان المطرب عمرو دياب.